# روسدورف (زاکسونی)-آنهالت
روسدورف (زاکسونی)-آنهالت (به آلمانی: Roßdorf) یک منطقهٔ مسکونی در آلمان است که در یریشو واقع شده‌است. روسدورف ۵۲۳ نفر جمعیت دارد.